# Леопольд и Лёб
Натан Фрейденталь Леопольд (англ. Nathan Freudenthal Leopold, 19 ноября 1904 — 29 августа 1971) и Ричард Альберт Лёб (англ. Richard Albert Loeb, 11 июня 1905 — 28 января 1936) — американские студенты, которые совершили в 1924 году так называемое «преступление столетия»: похитили и убили 14-летнего Роберта «Бобби» Фрэнкса (англ. Robert "Bobby" Franks).

## Биография

### Леопольд
Натан Леопольд родился 19 ноября 1904 года в Чикаго и был одним из трёх детей еврейских богачей Натана Леопольда-старшего (2 июля 1860 — 4 апреля 1929) и Флоренс Формен (12 июня 1868 — 17 октября 1921). Родители поженились в 1892 году. У Леопольда-младшего было два брата: Сэмюэль и Формен. Семья имела немецкие корни — бабушка и дедушка Натана по отцовской линии, Сэмюэл Фройденталь Леопольд и Бабетта Гутман, эмигрировали в США из Германского союза после революции 1848 года. Леопольд был вундеркиндом — первые слова он начал произносить, когда ему было всего 4 месяца, а его IQ в конечном итоге был оценён в 210 (хотя тогдашняя оценочная система IQ сильно отличается от современной). На момент убийства он уже получил степень бакалавра в Чикагском университете с почестями Фи-бета-каппы и планировал начать исследования в Гарвардской школе права после семейного отъезда в Европу. Он довольно хорошо говорил на 15 языках и, как орнитолог, даже добился национального признания. В своё время ему и нескольким другим орнитологам удалось обнаружить древесницу Киртланда — птицу, находящуюся на грани исчезновения и на тот момент не наблюдавшуюся в Чикаго уже больше полувека.
После ареста Натана его отец и братья съехали из их чикагского дома на Гринвуд-Авеню 4754. В 1927 Леопольд-старший женился на Дэйзи Хэн в Лос-Анджелесе. Он умер спустя два года после неудачной операции по удалению жёлчных камней.

### Лёб
Ричард Лёб родился 11 июня 1905 и также был выходцем из богатой еврейской семьи, проживавшей в Чикаго. Лёб был самым молодым в истории выпускником Мичиганского университета.

## Замысел «идеального преступления»
Леопольд и Лёб, по их собственной основополагающей версии, глубоко интересовались Ницше, придерживались его идей и считали себя «сверхлюдьми». В связи с этим у них созрела идея совершить идеальное преступление — такое, чтобы их никто не смог изобличить. Они составили план похищения с целью выкупа родственника Лёба — 14-летнего Роберта Фрэнкса (он приходился Лёбу троюродным братом), который учился в частной школе рядом с домами своих будущих похитителей (вследствие этого, юноша довольно часто контактировал с Лёбом и несколько раз играл в теннис у него дома). Все предположения о какой-либо сексуальной подоплёке преступления были отвергнуты в ходе следствия и процесса.

## Убийство
Накануне похищения Леопольд поселился в чикагской гостинице «Моррисон» под вымышленным именем Луи Мейсона, якобы торговца из Иллинойса. Под залог в 50 долларов он взял напрокат автомобиль и в тот же день открыл в банке счёт. На него Леопольд и Лёб собирались положить полученные в результате выкупа деньги.
21 мая 1924 года в четыре часа дня Леопольд и Лёб подъехали на автомобиле к частной школе Бобби Фрэнкса и дождались его появления. Когда парень вышел, Лёб подозвал его и предложил прокатиться. Бобби согласился и сел в машину, на переднее сиденье.
Когда автомобиль выехал за пределы Чикаго и поблизости никого не было, Лёб свернул на обочину и ударил парня по голове заранее припасенной стамеской. Леопольд помог Лёбу перетащить тело на заднее сиденье. Лёб заткнул рот жертвы куском тряпки и завернул тело в старый халат.
Достигнув осушенного некогда болота, преступники решили там и спрятать труп. Тело прятал Леопольд, но от волнения обронил очки и не поднял их. Потом, засунув труп в водосточную трубу, он не увидел в темноте, что одна пятка юноши осталась торчать наружу.
На следующий же день преступники на пишущей машинке Леопольда отпечатали письмо родителям Фрэнкса и потребовали за его освобождение 10 тысяч долларов, хотя их родители владели миллионными состояниями. Отослав письма, они разбили машинку и части её разбросали в разные водоемы. Одежду убитого они вывезли в соседний штат Индиана и закопали.

## Расследование

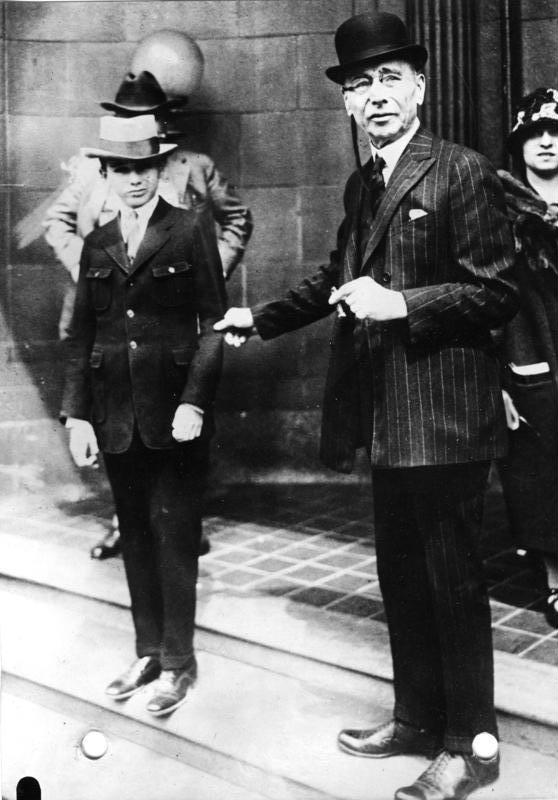
Роберт Фрэнкс с отцом, где-то после 1920 года

Вскоре путевые рабочие, обходившие железнодорожные пути возле осушенного болота, заметили в трубе человеческую пятку. Через полчаса прибыли полицейские, которые извлекли труп парня. Несмотря на то, что Леопольд и Лёб облили его лицо соляной кислотой, полиция в тот же день установила личность погибшего. Его родители показали полицейским анонимное письмо с требованием выкупа. На месте обнаружения тела были найдены и новые очки, которых в городе, как выяснилось, было сделано по индивидуальному заказу всего три пары. Две пары были найдены у своих хозяев, а вот третьи, принадлежавшие 19-летнему Натану Леопольду, отсутствовали. Когда его допросили, он сказал, что потерял их за городом.
Весть о похищении и убийстве 14-летнего юноши взбудоражила весь город. Несмотря на то, что в Чикаго нередко происходили криминальные разборки, подобное преступление казалось перешедшим все рамки. Местные гангстеры, включая самого Аль Капоне, предложили полиции помощь в поиске убийцы.
В конце мая полицейские обнаружили возле городского пруда остатки пишущей машинки. Эксперты-криминалисты определили, что это та машинка, на которой были отпечатаны письма похитителей. В дело также вмешались несколько журналистов, подозревавших Леопольда в убийстве. Они взяли несколько его писем в Чикагском университете и, сопоставив их с письмами похитителей, выявили полное совпадение.

## Арест, суд, приговор
Первым сознался Натан Леопольд, а за ним и Лёб. Городская общественность яростно требовала самого жёсткого наказания, ни один юрист не хотел защищать обвиняемых. Наконец за дело взялся адвокат Клэренс Дэрроу, известный противник смертной казни.
Суд привлек к себе внимание во всей стране и за рубежом и длился ровно месяц. Вопреки ожиданиям, Дэрроу не стал требовать оправдания своих подзащитных на основании их предполагаемой невменяемости, а с самого начала признал их виновность — благодаря этому ему удалось избежать суда присяжных, при котором, как он полагал, у обвиняемых не было шансов избежать приговора к высшей мере. В своей финальной речи Дэрроу настаивал на том, что человеческий облик подсудимых был кардинально повреждён условиями формирования их личности и усвоенной ими идеологией: «Справедливо ли повесить 19-летнего парня за философию, которую ему преподавали в университете?».
В ходе процесса в общественном мнении широко циркулировали спекуляции о сексуальной извращённости Леопольда и Лёба — как в смысле склонности к промискуитету (пресса писала о множестве сексуальных партнёрш у одного из них, постоянном участии в сомнительных вечеринках и т. п.), так и в смысле предполагаемых гомосексуальных отношений между ними, которые в этот период ещё официально осуждались обществом и не могли открыто обсуждаться в печати. Непосредственно на судебном процессе, однако, предположения о сексуальной подоплёке преступления и о возможном сексуальном насилии над жертвой были отвергнуты.
21 июля 1924 года оба преступника были приговорены к 99 годам лишения свободы за похищение человека и, сверх того, к пожизненному заключению за спланированное убийство.

## Жизнь в тюрьме. Освобождение Леопольда
Родители осуждённых тратили значительные денежные суммы на создание для них удобств в заключении. В дальнейшем, однако, новые правила существенно ограничили их возможности в этой области: лимит денежных переводов для заключённых был резко снижен. По утверждению биографов Леопольда и Лёба, именно с этим была связана гибель второго из них: он был зарезан сокамерником, нанесшим ему 56 резаных ран бритвой. Тюремное начальство приняло версию убийцы, объяснившего своё поведение сексуальными домогательствами со стороны Лёба; по мнению биографов, причиной стало то, что убийца перестал получать от Лёба привычные подачки.
Натан Леопольд проводил своё заключение без нареканий, отсидел 34 года и был условно-досрочно освобождён 13 марта 1958 года. В США он не остался, а уехал в Пуэрто-Рико, где устроился на работу в госпиталь Церкви братьев в качестве медицинского техника с зарплатой 10 долларов в неделю. В том же 1958 году вышла автобиографическая книга Леопольда «Пожизненно плюс 99 лет» (англ. Life plus 99 Years, с предисловием Эрла Стенли Гарднера). Когда в одном интервью его спросили, думает ли он об убийстве Бобби Фрэнкса, он ответил: «Кроме этого, я не могу думать ни о чём. И эти мысли буквально отравляют мое существование».
Леопольд скончался от сердечной недостаточности 29 августа 1971 года.

## В массовой культуре
- Патрик Гамильтон написал пьесу по мотивам произошедших событий, по которой позже Альфред Хичкок снял фильм «Верёвка».
- В 21-м эпизоде 1 сезона («Lookin' Through the Windows») сериала «Альф» упоминаются Леопольд и Лёб.
- История Леопольда и Лёба стала основой идеей для фильма «Отсчёт убийств».
- Дело Леопольда и Лёба стало основой для 7 эпизода 1 сезона сериала «Закон и порядок: Специальный корпус».
- История Леопольда и Лёба легла в основу фильма «Обморок».
- Наиболее приближенный к реальным фактам фильм «Насилие» 1959 года.
- Дело Леопольда и Лёба упоминается в «Подпольной империи» (4-й сезон, 7-я серия).
- Владимир Маяковский в очерке «Моё открытие Америки» писал: «Сынки чикагских миллионеров убивают детей (дело Лёба и компании) из любопытства, суд находит их ненормальными, сохраняет их драгоценную жизнь, и „ненормальные“ живут заведующими тюремных библиотек, восхищая сотюремников изящными философскими сочинениями. Защитники рабочего класса (дело Ванцетти и других товарищей) приговариваются к смерти — и целые комитеты, организованные для их спасения, пока не в силах заставить губернатора штата отменить приговор».
- Леопольд и Лёб упоминаются в 11 серии 2 сезона сериала «4исла».
- Версия о гомосексуальности Леопольда и Лёба поддерживается в 6 серии 10 сезона сериала «Сверхъестественное».
- Упоминаются в книге Курта Воннегута «Рецидивист».
- В сериале «Клан Сопрано» (1-й сезон, 7-й эпизод), Тони Сопрано упоминает их в разговоре с психоаналитиком о детях и наследственности.
- В сериале «Лучше звоните Солу» (6-й сезон, 7-й эпизод), Говард Хэмлин сравнивает главного героя Сола Гудмана и его жену Кимберли «Ким» Уэкслер с Леопольдом и Лёбом.

## Интересные факты
- Родители Леопольда и Лёба пообещали Кларенсу Дэрроу, что если он спасёт их детей от смертной казни, то получит миллион долларов. Но адвокат получил всего лишь 30 тысяч долларов. «Вы и так на этом деле сделали себе очень хорошую рекламу!» — заявил отец Леопольда, вручая адвокату чек.
- В 1950 году ФБР впервые опубликовало перечень 10 наиболее опасных преступников США за последние 50 лет. Леопольд и Лёб вошли туда под номером 4, несмотря на то, что убили всего одного человека. К примеру, Карл Панцрам в список ФБР не попал[5][неавторитетный источник].
- Леопольд был хорошо знаком с отцом будущего Нобелевского лауреата Джеймса Уотсона, участвовал вместе с ним в орнитологических экспедициях. Уотсон, также увлекавшийся в то время орнитологией, упоминает об убийстве в своей книге «Избегайте занудства».
- Спустя много лет голливудский продюсер Арман Дойч[англ.], который учился в той же школе, что и Фрэнкс, и которому было тогда 11 лет, заявил, что, возможно, он был изначально выбран Леопольдом и Лёбом в качестве жертвы, но его в день убийства спасла чистая случайность — прямо на пороге школы его встретил их семейный шофёр, которому нужно было отвезти Дойча к зубному.